# Albertosauriner
Albertosaurinae (kallas också Albertosaurini) är en underfamilj med köttätande dinosaurier inom familjen Tyrannosauridae.

## Släkten
- Albertosaurus
- Appalachiosaurus
- Dinotyrannus
- Gorgosaurus
- Nanotyrannus